# Crkva sv. Simona i Helene
Crkva sv. Simona i Helene, bjeloruski: Касцёл святых Сымона і Алены, poznata i kao Crvena crkva, bjeloruski: Чырвоны касцёл, je rimokatolička crkva na Trgu neovisnosti u Minsku u Bjelorusiji.
Ovu su crkvu osmislili poljski arhitekti Tomasz Pajzderski i Władysław Marconi, izgrađena je između 1905. – 1910. Cigle za njenu gradnju proizvedene su u Częstochowi, a crjepovi u Włocławeku. Izgradnju crkve financirao je ugledni bjeloruski građanin Edward Woyniłłowicz. Crkva je posvećena u spomen na Woyniłłowiczevu pokojnu djecu, Szymona i Helenu.

## Povijest
Godine 1903. oko 2.000 minskih katolika potpisom je zahtijevalo od mjesnih vlasti mjesto za gradnju nove katoličke crkve. Ovom zahtjevu je udovoljeno te je gradnja nove crkve započela 1905. godine.
Crkva je posvećena 20. rujna 1910., a otorena 21. prosinca 1910.
Godine 1923. crkvu su opljačkale postrojbe Crvene armije, a 1932. Sovjetske vlasti su je zatvorile i predale Poljskom državnom kazalištu BSSR-a. Prije Drugog svjetskog rata crkva je preuređena u kino.
Nacisti su 1941. vratili crkvu prvotnoj upotrebi, ali je netom poslije rata ponovo prenamijenjena u kino imena "Sovjetska Bjelorusija".
Godine 1990. zgrada je vraćena Katoličkoj crkvi. Od tada je obnovljena i postala važnim središtem religijskog, kulturnog i društvenog života. Postala je središtem obnovljene Bjeloruske grkokatoličke crkve.
Godine 2006. su zemni ostatci donatora crkve Edwarda Woyniłowicza, koji je umro 1928. godine, pohranjeni u crkvi.